# Hrnčířské Boudy

Němá značka

Hrnčířské Boudy (německy Töpfer Bauden) je osada, která je tvořená skupinou horských bud v centrálních Krkonoších. Leží na území Krkonošského národního parku a katastrálně spadají pod městys Černý Důl. Nacházejí se ve vzdálenosti 3,5 km severně od jeho centra v prostoru mezi Liščí a Černou horou na jihozápadně orientovaném svahu pod sedlem Sokol.

## Jednotlivé budovy
Jedná se o šest budov, z nichž pět stojí na luční enklávě o šířce 400 m a výšce přibližně 300 m a jedna na samostatné mýtině ve vzdálenosti 200 m jižně. Čtyři stavby jsou seřazeny pod horní hranicí louky. Na krajích stojící Bouda Mír a Náchodská bouda jsou větší a slouží k ubytovacím účelům. Mezi nimi stojí dvojice starých krkonošských chalup, z nichž severněji položená dříve sloužila jako jednotřídní základní škola. Na spodním konci louky se nachází horská chata Hájenka, ke které patří malý lyžařský vlek. Mimo luční enklávu stojí šestá stavba, chata Cihlářka, nacházející se v lese 200 m pod Hájenkou. Obě zmíněné stavby jsou větších rozměrů a slouží ubytovacím účelům.

## Dostupnost
Prostor Hrnčířských bud se svažuje jihozápadním směrem do údolí, kde se do říčky Čisté vlévá Stříbrný potok.
Motorovým vozidlem jsou dostupné údolím Čisté po asfaltové pro běžný provoz uzavřené komunikaci z Černého Dolu na Lučiny, ze které odbočuje zpevněná cesta severozápadním směrem k boudám na Liščí louce.
Na jízdním kole jsou dostupné po cyklotrasách:
- K1B z Horního Maršova kolem Modrokamenné boudy, Kolínské boudy a přes Lučiny.
- K1B od Hříběcích Bud kolem Kotelské boudy, Tetřevích Bud a Lesní boudy.
- K1E z Černého Dolu

Pěší přístup je možný po turistických trasách:
- po  červené turistické trase 0407 od Černé boudy kolem Kolínské boudy přes Lučiny.
- po  červené turistické trase 0407 od Chalupy Na Rozcestí přes Liščí louku a kolem Lesní boudy.
- po  zelené turistické trase 4207 od Tetřevích Bud.
- po  modré turistické trase 1812 z Černého Dolu.
- po  modré turistické trase 1812 z Pece pod Sněžkou kolem Husovy boudy.
- po  modré turistické trase 1810 z Vrchlabí přes Horní Lánov.